# Gracixalus
Gracixalus – rodzaj płazów bezogonowych z podrodziny Rhacophorinae w rodzinie nogolotkowatych (Rhacophoridae).

## Zasięg występowania
Rodzaj obejmuje gatunki występujące w górach w północnym i środkowym Wietnamie oraz przyległych obszarach Laosu; w sąsiadujących skrajnie południowym Junnanie, wschodnim Tybecie, Kuangsi i Jiangxi w Chińskiej Republice Ludowej; w północno-zachodniej Tajlandii i prawdopodobnie na sąsiednich obszarach Mjanmy i stanu Arunachal Pradesh w Indiach.

## Systematyka

### Etymologia
Gracixalus: łac. gracilis „smukły, cienki”; rodzaj Ixalus A.M.C. Duméril & Bibron, 1841.

### Podział systematyczny
Takson opisany jako podrodzaj w obrębie Aquixalus, podniesiony do rangi rodzaju w 2008 roku. Do rodzaju należą następujące gatunki:
- Gracixalus gracilipes (Bourret, 1937)
- Gracixalus guangdongensis Wang, Zeng, Liu & Wang, 2018
- Gracixalus jinggangensis Zeng, Zhao, Chen, Chen, Zhang & Wang, 2017
- Gracixalus lumarius Rowley, Le, Dau, Hoang & Cao, 2014
- Gracixalus medogensis (Ye & Hu, 1984)
- Gracixalus patkaiensis Boruah, Deepak, Patel, Jithin, Yomcha & Das, 2023
- Gracixalus quangi Rowley, Dau, Nguyen, Cao & Nguyen, 2011
- Gracixalus quyeti (Nguyen, Hendrix, Böhme, Vu & Ziegler, 2008)
- Gracixalus sapaensis Matsui, Ohler, Eto & Nguyen, 2017
- Gracixalus seesom Matsui, Khonsue, Panha & Eto, 2015
- Gracixalus supercornutus (Orlov, Ho & Nguyen, 2004)
- Gracixalus tianlinensis Chen, Bei, Liao, Zhou & Mo, 2018
- Gracixalus trieng Rowley, Le, Hoang, Cao & Dau, 2020
- Gracixalus truongi Tran, Pham, Le, Nguyen, Ziegler & Pham, 2023
- Gracixalus yunnanensis Yu, Li, Wang, Rao, Wu & Yang, 2019
- Gracixalus ziegleri Le, Do, Tran, Nguyen, Orlov, Ninh & Nguyen, 2021